# Леви-Дюрмэ, Люсьен
Люсье́н Леви-Дюрмэ́ (фр. Lucien Lévy-Dhurmer, 30 сентября 1865, Алжир — 24 сентября 1953, Ле-Везине) — французский художник-символист и гончар, представитель стиля Модерн.

## Биография
Родился в еврейской семье Леви в Алжире. В 1879 году отправился в Париж, чтобы изучать рисунок и скульптуру, посещал муниципальное училище рисунка и скульптуры на улице Бреге в Париже, где учился у Виона и Валле.
В 1887 году переехал на юг Франции, где, находясь под влиянием исламского искусства, увлёкся керамикой. С 1887 по 1895 г. работал художником по орнаменту на мануфактуре художественного фаянса в Гольф-Жюане, возглавляемой Клеманом Масье; стал главным художником мануфактуры, возродил технику металлического глянца. Его строгих форм керамика украшена растительным орнаментом.
В 1895 году художник вернулся в Париж и начал карьеру живописца. Примерно в это же время он посетил Италию, где вдохновился искусством эпохи Возрождения, близким его устремлениям, как и идеалам других художников-символистов. В 1896 году его живописные полотна и пастели впервые были выставлены под именем Люсьен Леви-Дюрмэ (фр. Lucien Lévy-Dhurmer); он добавил к своему имени последние два слога от девичьей фамилии матери (Goldhurmer), чтобы отличаться от однофамильцев.
Работы Леви-Дюрмэ встретили положительные отзывы публики и обрели популярность, в том числе и в кругу художников. Так, выставка вызвала восторг критиков, чутких к символизму, — таких, как Камиль Моклер, Гюстав Сулье, Жорж Море, Леон Тевнен и Франсис де Миомандр, посвятивших Леви-Дюрмеру большие статьи.

## Творчество
Творчеству Леви-Дюрмэ присуще свойственное академизму внимание к детали; меланхоличность, напоминающая полотна прерафаэлитов, контрастирует с яркими красками в духе импрессионизма. Этот его характерный стиль был оценен в равной мере и публикой, и другими художниками. Одной из самых известных картин Леви-Дюрме считается картина «Бретонская мадонна» (1896), в которой художник идеализирует реальность, приписывая этой крестьянке в бретонском костюме и её ребёнку знаки святости и божества: нимбы, жест благословляющего ребёнка, расположение тел и взгляды персонажей подобны изображениям на иконах. В картине видны уподобления крестьянки Деве Марии и чистые традиции итальянского Ренессанса, но перемещённые в бретонскую культуру с её простой и наивной набожностью. В музее Бреста хранится подготовительный эскиз (более большого формата) этой картины.
После 1901 года Леви-Дюрмэ уже не придерживался символизма и все больше работал с пейзажами (исключение из правил составляли его идеализированные женские «ню»), создал свою известную алжирскую серию, что связано с поездкой на родину художника. Он также черпал вдохновение в музыке и пытался в живописи запечатлеть произведения великих композиторов, например, Форе, Бетховена и Дебюсси.
Люсьен Леви-Дюрмэ умер в парижском пригороде Ле-Везине в 1953 году.